# 瀏覽器一騎當千 爆乳爭霸傳
《瀏覽器一騎當千 爆乳爭霸傳》 是由日本開發的一款網頁卡牌遊戲，改編自漫畫《一騎當千》。玩家可召集多樣美少女，稀有度與城市發展則有效影響著戰略的合縱聯合。

## 遊戲特色
在此遊戲中，玩家必須一邊開發城市一邊研究戰略。可依選擇加入軍團。較其他網頁遊戲最大的差別為Burst卡牌。適當進化可使衣著變的清涼養眼。遊戲教程會教導玩家前往遊戲的正確方向。

## 外部連結
- 官方网站 （日語）